# Charles Megnin
Charles Megnin (* 1. April 1915; † 2. November 2003) war ein britischer Geher.
Bei den Leichtathletik-Europameisterschaften 1946 in Oslo gewann er Bronze im 50-km-Gehen mit seiner persönlichen Bestzeit mit 4:57:04 Stunden.
Der für den Verein Highgate Harriers startende Sportler gewann am 10. September 1949 den über 52 Meilen führenden Geher-Wettbewerb von London nach Brighton in 8:34:31. Dabei handelte es sich um die langsamste Siegerzeit seit 1926, doch war auf etwa drei Meilen die Sicht der 102 Teilnehmer durch dichten Nebel behindert, und Megnin kam etwa eine dreiviertel Meile vor dem Zweitplatzierten ins Ziel.